# Steyermarkochloeae
Steyermarkochloeae Davidse & R.P. Ellis, 1984 è una tribù di piante angiosperme monocotiledoni appartenente alla famiglia delle Poacee (o Gramineae, nom. cons.), sottofamiglia Panicoideae.

## Etimologia
Il nome della tribù deriva dal suo genere tipo Steyermarkochloa Davidse e R. P. Ellis,  1984 il cui nome è stato dato in onore di Julian Alfred Steyermark (1909 – 1988) botanico degli Stati Uniti che lavorò principalmente in Venezuela. Il nome scientifico contiene anche la parola greca "chloa" (= erba).
Il nome scientifico della tribù è stato definito dai botanici contemporanei Davidse e R.P. Ellis nella pubblicazione "Annals of the Missouri Botanical Garden. St. Louis, Missouri" (Ann. Missouri Bot. Gard. 71: 994) del 1984.

## Descrizione

### Portamento
Il portamento delle specie di questo gruppo in genere è perenne cespitoso con specie moniche (spighette maschili e femminili separate ma nella stessa infiorescenza). I culmi possono essere ramificati, sono inoltre distinti tra culmi vegetativi (solo foglie) e fertili (con fiori e senza foglie). In Arundoclaytonia dissimilis la base della pianta è coperta dai resti delle guaine fogliari e radici aeree. Il ciclo fotosintetico di queste piante è del tipo C3.

### Foglie
Le foglie lungo il culmo sono disposte in modo alterno, sono distiche e si originano dai vari nodi. Sono composte da una guaina, una ligula e una lamina. Le venature sono parallelinervie. Possono essere presenti dei pseudopiccioli.
- Guaina: la guaina è abbracciante il fusto; la consistenza è dura ed è più lunga degli internodi del culmo.
- Ligula: in Steyermarkochloa le ligule assenti; in Arundoclaytonia le ligule sono membranose e sfrangiate.
- Lamina: la lamina ha delle forme generalmente lineari e strette.

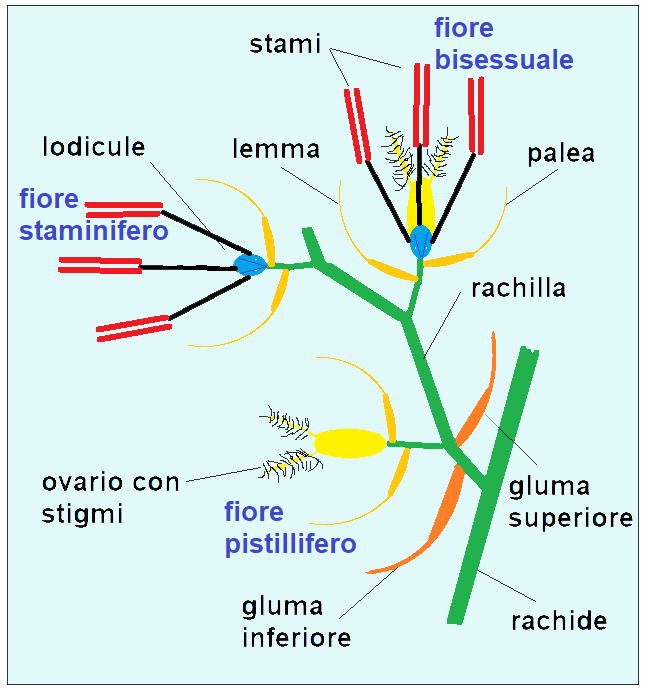
Spighetta generica con tre fiori diversi

### Fiori
- Infiorescenza principale (sinfiorescenza o semplicemente spiga): le infiorescenze, ascellari e terminali, sono ramificate (o con rami primari non ramificati, o rami primari ramificati formanti rami di ordine superiore) e sono formate da alcune spighette ed hanno la forma di una pannocchia. I rami sono corti e rivolti verso l'asse principale dell'infiorescenza. Le spighette staminali (maschili) sono in posizione inferiore, quelle pistillate (femminili) in posizione superiore. Le spighette sono peduncolate con pedicelli oblunghi. Le spighette maschili sono meno sviluppate. In Arundoclaytonia le infiorescenze si presentano in grappoli di spighette; i grappoli sono capitati, separati e ognuno circondato da brattee.
- Infiorescenza secondaria (o spighetta): le spighette, da lanceolate e dorsoventralmente compresse a affusolate, sottese da due brattee distiche e strettamente sovrapposte chiamate glume (inferiore e superiore), sono formate da alcuni fiori (fino a 9 in Arundoclaytonia). Nelle spighette staminali sono presenti due fiori fertili e uno sterile in posizione distale; in quelle pistillate uno fertile e alcuni sterili sia distali che prossimali. Alla base di ogni fiore sono presenti due brattee: la palea e il lemma. La disarticolazione avviene con la rottura della rachilla sopra le glume. Lunghezza delle spighette: 9 – 17 mm.
- Glume: le glume sono più corte delle spighette; la forma è lanceolata con apice troncato o ottuso; la consistenza è erbacea; sono chigliate e la superficie presenta 3 - 7 venature longitudinali. In Arundoclaytonia le vene sono incrociate.
- Palea: la palea, eventualmente carenata (o bicarenata), è membranosa; a volte è poco significativa.
- Lemma: il lemma ha un apice mucronato, troncato o ottuso; la forma è lanceolata; la consistenza è erbacea; la superficie presenta 9 - 11 venature longitudinali e incrociate (solamente in Arundoclaytonia).

I fiori fertili sono attinomorfi formati da 3 verticilli: perianzio ridotto, androceo  e gineceo.
- Formula fiorale:[4]

*, P 2, A (1-)3(-6), G (2–3) supero, cariosside.
- Il perianzio è ridotto e formato da due lodicule (in queste specie sono assenti), delle squame traslucide, poco visibili (forse relitto di un verticillo di 3 sepali).
- L'androceo è composto da 2 stami, ognuno con un breve filamento libero, una antera sagittata e due teche. Le antere sono basifisse con deiscenza laterale. Il polline è monoporato.
- Il gineceo è composto da 3-(2) carpelli connati formanti un ovario supero. L'ovario, glabro, ha un solo loculo con un solo ovulo subapicale (o quasi basale). L'ovulo è anfitropo e semianatropo e tenuinucellato o crassinucellato. Lo stilo, breve, è unico con due stigmi in genere piumosi.

### Frutti
I frutti sono del tipo cariosside, ossia sono dei piccoli chicchi indeiscenti, con forme ovoidali, nei quali il pericarpo è formato da una sottile parete che circonda il singolo seme. In particolare il pericarpo è fuso al seme ed è aderente. L'endocarpo non è indurito e l'ilo è puntiforme. L'embrione è provvisto quasi sempre di epiblasto ha un solo cotiledone (allungato) altamente modificato (scutello con fessura) in posizione laterale. I margini embrionali della foglia si sovrappongono.

## Biologia
Come gran parte delle Poaceae, le specie di questo genere si riproducono per impollinazione anemogama. Gli stigmi più o meno piumosi sono una caratteristica importante per catturare meglio il polline aereo.
La dispersione dei semi avviene inizialmente a opera del vento (dispersione anemocora) e una volta giunti a terra grazie all'azione di insetti come le formiche (mirmecoria).

## Distribuzione e habitat
Le specie di questo gruppo sono presenti nelle foreste tropicali dell'America del Sud.

## Tassonomia
La famiglia delle Poacee comprende circa 800 generi e oltre 9.000 specie. È una delle famiglie più numerose e più importanti del gruppo delle monocotiledoni. La famiglia è suddivisa in 12 sottofamiglie, la tribù Steyermarkochloeae fa parte della sottofamiglia Panicoideae.

### Generi
La tribù si compone di 2 generi e 2 specie:
- Arundoclaytonia Davidse e R. P.Ellis, 1987
  - Arundoclaytonia dissimilis Davidse & R.P.Ellis
- Steyermarkochloa Davidse e R. P.Ellis, 1984
  - Steyermarkochloa angustifolia (Spreng.) Judz.

Note: in precedenza il genere Arundoclaytonia era assegnato alla tribù Chasmanthieae.

### Filogenesi
All'interno della famiglia Poaceae la sottofamiglia Panicoideae appartiene al clade "PACMAD" (formato dalle sottofamiglie Aristidoideae, Arundinoideae, Micrairoideae, Danthonioideae, Chloridoideae e Panicoideae). Questo clade con il clade BEP (formato dalle sottofamiglie Ehrhartoideae, Bambusoideae e Pooideae) forma un "gruppo fratello" (il clade BEP a volte è chiamato clade "BOP" in quanto la sottofamiglia Ehrhartoideae a volte è chiamata Oryzoideae). La sottofamiglia di questa voce, nell'ambito del clade "PACMAD", a parte la sottofamiglia Aristidoideae in posizione "basale", forma un "gruppo fratello" con il resto delle sottofamiglie del clade.
Il clade "PACMAD" è un gruppo fortemente supportato fin dalle prime analisi filogenetiche di tipo molecolare. Questo gruppo non ha evidenti sinapomorfie morfologiche con l'unica eccezione dell'internodo mesocotiledone allungato dell'embrione. Questo clade inoltre è caratterizzato, nella maggior parte delle piante, dal ciclo fotosintetico di tipo C4 (ma anche a volte tipo C3).
La tribù Steyermarkochloeae fa parte del primo gruppo di tribù che si sono differenziate nell'ambito della sottofamiglia e con la tribù Tristachyideae forma un "gruppo fratello". Nelle specie di questa tribù il ciclo fotosintetico è del tipo C3).